# إيمي سينجر
إيمي سينجر (بالإنجليزية: Amy Singer)‏ هي عالمة نفس أمريكية، ولدت في 8 سبتمبر 1953.